# Антоњин Барак
Антоњин Барак (чеш. Antonín Barák; 3. децембар 1994) чешки је професионални фудбалер који тренутно наступа на позицији офанзивног везног за Хелас Верону на позајмици из Удинезеа и репрезентацију Чешке.
Каријеру је почео 2013. у Прибраму, гдје је провео једну сезону, након чега је отишао на позајмицу у Влашим. Године 2015. послије истека позајмице, прешао је у Славију Праг, гдје је провео двије сезоне, а 2017. је прешао у Удинезе. У фебруару 2020. отишао је на позајмицу у Лече, након чега је, у јуну 2020. отишао на позајмицу у Хелас Верону.
Прошао је неколико млађих селекција у репрезентацији, а за сениорску репрезентацију Чешке дебитовао је 2016. након чега је играо на Европском првенству 2020.

## Клупска каријера

### Почетак каријере
Професионалну каријеру почео је у Прибраму, за који је играо у млађим категоријама. Дебитовао је 1. јуна 2013, у ремију 1:1 против Слован Либереца, у последњем колу Прве лиге Чешке, када је ушао у игру у 84. минуту. У сезони 2013/14. играо је за други тим, након чега је, у сезони 2014/15. отишао на позајмицу у Влашим, који се такмичио у Другој лиги Чешке. За Влашим, одиграо је 27 утакмица и постигао је пет голова, након чега се вратио у Прибрам.
У првом колу, у поразу 3:2 од Јаблонеца, ушао је у игру у другом полувремену, након чега није играо неколико утакмица. Први гол за клуб постигао је у побједи од 2:0 на гостовању против Бањик Остраве у 11 колу, када је ушао у игру у 75. минуту. У 12 колу, постигао је гол у ремију 1:1 против Збројовке Брно, када је по први пут био стартер. У 16 колу, последњем у јесењем дијелу сезоне, постигао је гол у побједи од 3:0 против Сигме Оломоуц.

### Славија Праг
На дан 30. децембра 2015, потписао је четворогодишњи уговор са Славијом Праг. За клуб је дебитовао 13. фебруара 2016. у побједи од 2:0 против Збројовке Брно, у 17 колу. На дан 8. маја, постигао је два гола у побједи од 5:1 против Словацкоа у 28 колу, након чега је постигао гол у побједи од 3:1 на гостовању Прибраму у 29 колу и у побједи од 5:0 против Викторије Плзењ у последњем, 30 колу.
Сезону 2016/17. почео је у поразу 3:1 од Левадије у другом колу квалификација за Лигу Европе, али је Славија побиједила 2:0 у реваншу и прошла даље. У плеј офу, Славија је изгубила од Андерлехта по 3:0 и кући и у гостима и није успјела да се пласира у групну фазу. Први гол у сезони постигао је у побједи од 3:1 на гостовању против Хрудима у трећем колу Купа Чешке. На дан 15. октобра 2016, постигао је гол у побједи од 3:0 против Храдеца у 11 колу. Четири дана касније, постигао је два гола у побједи од 4:1 на гостовању против Збројовке Брно, у одложеној утакмици првог кола. Четврти гол у лиги, постигао је у ремију 2:2 против Дукле Праг, у 28 колу. Сезону је завршио са 25 одиграних утакмица и четири постигнута гола.

### Удинезе
На дан 31. јануара 2017. објављено је да је потписао уговор са Удинезеом, за три милиона евра, али је остао у Славији до краја сезоне. За Удинезе, дебитовао је у другом колу Серије А, у поразу 3:2 од СПАЛ-а; ушао је у игру у 57 минуту, умјесто Емила Халфредсона. Први гол за клуб, постигао је у побједи од 1:0 на гостовању против Сасуола, у 10 колу, након чега је постигао гол и у побједи од 2:1 против Аталанте у 11 колу. На дан 23. децембра 2017. постигао је два гола у побједи од 4:0 против Хелас Вероне. Сезону је завршио са одигране 34 утакмице и постигнутих седам голова.
У сезони 2018/19. одиграо је само осам утакмица, док је у сезони 2019/20. такође одиграо осам утакмица у лиги у првом дијелу сезоне, а постигао је један гол у Купу Италије, у побједи од 4:0 против Болоње.

#### Позајмица у Лече
На дан 29. јануара 2020, отишао је на позајмицу у Лече. На дебију за клуб, постигао је гол у побједи од 4:0 против Торина. На дан 2. августа 2020, постигао је гол у поразу 4:3 од Парме, у 38 колу, на посљедњој утакмици за клуб. Одиграо је укупно 16 утакмица за клуб и постигао је два гола.

#### Позајмица у Верону
На дан 17. септембра 2020. отишао је на позајмицу у Хелас Верону, са правом откупа уговора. Дебитовао је два дана касније, на утакмици против Роме, која је завршена 0:0, али је касније регистрована службеним резултатом 3:0 за Верону, јер је за Рому играо Амадоу Дијавара, који није био регистрован за играње у Серији А. На дан 2. новембра, постигао је два гола у побједи од 3:1 против Беневента у шестом колу, док је трећи гол постигао Дарко Лазовић, након чега је постигао гол у ремију 2:2 на гостовању против Милана у седмом колу. На дан 16. децембра, у поразу 2:1 од Сампдорије, добио је црвени картон у 94 минуту због грубог фаула, због чега је пропустио три утакмице. На дан 24. јануара 2021. постигао је гол у побједи од 3:1 против Наполија, након чега је постигао гол за побједу од 2:1 против Парме у 22. колу. На дан 27. фебруара, постигао је изједначујући гол у ремију 1:1 против Јувентуса, након што је Кристијано Роналдо дао водећи гол за Јувентус. На дан 3. априла, постигао је гол у побједи од 2:0 на гостовању против Каљарија у 29 колу. Сезоне је завршио са одигране 34 утакмице и седам постигнутих голова.

## Репрезентативна каријера
Играо је за селекције до 19, 20 и 21 годину, а у сениорску репрезентацију Чешке, први пут је позван у новембру 2016, за пријатељске утакмице против Норвешке и Данске. Дебитовао је 15. новембра, у ремију 1:1 против Данске, када је постигао и први гол за репрезентацију. На дебију у такмичарским мечевима, 26. марта 2017, постигао је два гола у побједи од 6:0 против Сан Марина, у квалификацијама за Свјетско првенство 2018. На дан 5. октобра 2017, постигао је гол за побједу од 2:1 на гостовању против Азербејџана, у квалификацијама за Свјетско првенство. На дан 24. марта 2021. постигао је гол у побједи од 6:2 на гостовању против Естоније у квалификацијама за Европско првенство 2020.
На дан 27. маја 2021. нашао се у тиму за Европско првенство 2020, које је због пандемије ковида 19 помјерено за 2021. На дан 4. јуна играо је у поразу 4:0 од Италије у пријатељској утакмици; изашао је из игре у 46. минуту, када је умјесто њега ушао Давид Зима. Четири дана касније, у последњој пријатељској утакмици пред почетак првенства, у побједи од 3:1 против Албаније, ушао је у игру у 74. минуту умјесто Лукаша Масопуста.. На првенству, није играо на првом колу, у којем је Чешка побиједила Шкотску 2:0, са два гола Патрика Шика, у групи Д. У другом колу, ушао је у игру у 87. минуту, умјесто капитена — Владимира Дариде, а Чешка је ремизирала 1:1 против Хрватске. У трећем колу није играо, а Чешка је изгубила 1:0 од Енглеске и прошла је даље са трећег мјеста. У осмини финала, први пут је био стартер, играо је до 90 минута, када је умјесто њега ушао Михаел Крменчик, а Чешка је побиједила Холандију 2:0. У четвртфиналу, први пут је одиграо цијелу утакмицу на првенству, а Чешка је изгубила 2:1 од Данске.

## Статистика каријере

### Клубови
Ажурирано након утакмице игране 23. маја 2021.
| Клуб                     | Сезона            | Лига              | Лига  | Лига | Куп   | Куп  | Континентално | Континентално | Остало | Остало | Укупно | Укупно |
| Клуб                     | Сезона            | Лига              | Утак. | Гол. | Утак. | Гол. | Утак.         | Гол.          | Утак.  | Гол.   | Утак.  | Гол.   |
| ------------------------ | ----------------- | ----------------- | ----- | ---- | ----- | ---- | ------------- | ------------- | ------ | ------ | ------ | ------ |
| Прибрам                  | 2012/13.          | Прва лига Чешке   | 1     | 0    | 0     | 0    | –             | –             | –      | –      | 1      | 0      |
| Прибрам                  | 2013/14.          | Прва лига Чешке   | 0     | 0    | 0     | 0    | –             | –             | –      | –      | 0      | 0      |
| Прибрам                  | 2015/16.          | Прва лига Чешке   | 12    | 3    | 2     | 1    | –             | –             | –      | –      | 14     | 4      |
| Прибрам                  | Укупно            | Укупно            | 13    | 3    | 2     | 1    | –             | –             | –      | –      | 15     | 4      |
| Влашим (позајмица)       | 2014/15.          | Друга лига Чешке  | 27    | 5    | 0     | 0    | –             | –             | –      | –      | 27     | 5      |
| Славија Праг             | 2015/16.          | Прва лига Чешке   | 9     | 4    | 0     | 0    | –             | –             | –      | –      | 9      | 4      |
| Славија Праг             | 2016/17.          | Прва лига Чешке   | 25    | 4    | 3     | 1    | 5             | 0             | –      | –      | 33     | 5      |
| Славија Праг             | Укупно            | Укупно            | 34    | 8    | 3     | 1    | 5             | 0             | –      | –      | 42     | 9      |
| Удинезе                  | 2017/18.          | Серија А          | 34    | 7    | 0     | 0    | –             | –             | –      | –      | 34     | 7      |
| Удинезе                  | 2018/19.          | Серија А          | 8     | 0    | 1     | 0    | –             | –             | –      | –      | 9      | 0      |
| Удинезе                  | 2019/20.          | Серија А          | 8     | 0    | 3     | 1    | –             | –             | –      | –      | 11     | 1      |
| Удинезе                  | Укупно            | Укупно            | 50    | 7    | 4     | 1    | –             | –             | –      | –      | 54     | 8      |
| Лече (позајмица)         | 2019/20.          | Серија А          | 16    | 2    | 0     | 0    | –             | –             | –      | –      | 16     | 2      |
| Хелас Верона (позајмица) | 2020/21.          | Серија А          | 34    | 7    | 2     | 0    | –             | –             | –      | –      | 36     | 7      |
| Укупно у каријери        | Укупно у каријери | Укупно у каријери | 174   | 32   | 11    | 3    | 5             | 0             | 0      | 0      | 190    | 35     |

### Репрезентација
Ажурирано након утакмице игране 3. јула 2021.
| Репрезентација | Година | Наступи | Голови |
| -------------- | ------ | ------- | ------ |
| Чешка          |        |         |        |
| 2016.          | 1      | 1       |        |
| 2017.          | 6      | 4       |        |
| 2018.          | 5      | 0       |        |
| 2019.          | 0      | 0       |        |
| 2020.          | 3      | 0       |        |
| 2021.          | 8      | 1       |        |
| Укупно         | Укупно | 23      | 6      |

### Голови за репрезентацију
Ажурирано након утакмице игране 24. марта 2021.
| ‡ | Гол из пенала |

| Број | Датум              | Локација                                       | Противник  | Гол за | Коначан резултат | Такмичење                                 |
| ---- | ------------------ | ---------------------------------------------- | ---------- | ------ | ---------------- | ----------------------------------------- |
| 1    | .                  | Стадион Мески, Млада Болеслав, Чешка Република | Данска     | 1:0    | 1:1              | Пријатељска                               |
| 2    | 26. март 2017.     | Стадион Сан Марино, Серавале, Сан Марино       | Сан Марино | 1:0    | 6:0              | Квалификације за Свјетско првенство 2018. |
| 3    | 26. март 2017.     | Стадион Сан Марино, Серавале, Сан Марино       | Сан Марино | 3:0    | 6:0              | Квалификације за Свјетско првенство 2018. |
| 4    | 5. октобар 2017.   | Олимпијски стадион, Баку, Азербејџан           | Азербејџан | 2:1    | 2:1              | Квалификације за Свјетско првенство 2018. |
| 5    | 11. новембар 2017. | Стадион Абдулах бин Калифа, Доха, Катар        | Катар      | 1:0    | 1:0              | Пријатељска                               |
| 6    | 24. март 2021.     | Арена Лублин, Лублин, Пољска                   | Естонија   | 2:1    | 6:2              | Квалификације за Свјетско првенство 2022. |

## Успјеси

### Клубови
Славија Праг
- Прва лига Чешке (1): 2016/17[63]

### Репрезентација
Чешка
- Кина куп бронза: 2018